# Helene Pflugshaupt
Helene Pflugshaupt, geborene Helene Huber (* 17. Juli 1894 in Bern; † 12. November 1991 in Thun) war eine Schweizer Malerin und Zeichnerin.

## Leben
Helene Pflugshaupt Huber verbrachte ihre Kindheit in Bern. Sie nahm von 1911 bis 1914 Unterricht bei Theodor Volmar. Von ihm lernte sie das Portrait- und Landschaftszeichnen. Es folgten weitere Ausbildungen in der Malschule von Ernst Linck (1914) und im Privatatelier bei Simon Hollósy, der an der Kunstakademie München lehrte. In Deutschland sah sie die Bilder von Paul Klee, Franz Marc oder August Macke. Studienreisen führten sie nach Rom und Florenz. 
1926 heiratete sie Walter Pflugshaupt, der Lehrer an der Rudolf-Steiner-Schule in Basel war. Nach dem Unfalltod des Ehegatten 1928 gab sie an der Steiner-Schule Stellvertretungen.
Ab 1930 lebte Pflugshaupt in Oberhofen am Thunersee, ab 1936 in Faulensee und ab 1959 bis zu ihrem Tod 1991 in Thun. Ihr Nachlass kam in die Kunstsammlung Hans & Marlis Suter und wurde dort mehrfach in Ausstellungen präsentiert. Hans Suter und Peter Killer würdigten Pflugshaupt 1994 mit einer Monografie. Das Kunstmuseum Thun zeigte 1984 eine repräsentativen Auswahl von Pflugshaupts Werken in einer Einzelausstellung.

## Werk
Helene Pflugshaupt ist vor allem durch ausdrucksstarke Portraits von Frauen, Kindern und Mutter-Kind-Darstellungen bekannt. Die Malerin wurde 1914 in die Gesellschaft schweizerischer Malerinnen und Bildhauerinnen aufgenommen. Das Frühwerk entstand zur Zeit des Expressionismus. Als kunstschaffende Frau erlangte sie nicht die Bekanntheit ihrer männlichen Schweizer Kollegen. Bei vielen ihrer Bilder ist der Einfluss der Anthroposophischen Gesellschaft spürbar, bei der sie ab 1917 Mitglied war.

## Ausstellungen (Auswahl)
- 1966: Galerie Aarequai in Thun
- 1974: Gruppenausstellung Kunstmuseum Thun
- 1979: Gruppenausstellung Kunstmuseum Thun
- 1984: Kunstmuseum Thun: Helene Pflugshaupt, Ausstellung zum 90. Geburtstag
- 1994: Retrospektive, Kunstkommission Steffisburg
- 2004 und 2010: Kunstsammlung Hans & Marlis Suter, Wichterheergut Oberhofen
- 2014: «Höchhus» Steffisburg (mit Regula Hadorn und Nell Graber)

## Werke in Sammlungen und im öffentlichen Raum (Auswahl)
- Kunstmuseum Thun
- Kunstsammlung Hans & Marlis Suter, Steffisburg
- Schönau-Schulhaus Thun